# Kristine Esebua
Kristine Esebua (georgiska: ქრისტინე ესებუა), född 19 mars 1985 i Chobi, Georgiska SSR, Sovjetunionen, är en georgisk bågskytt som representerat sitt land vid de olympiska sommarspelen 2004, 2008, 2012 och 2016. 

## Olympiska spel

### Aten 2004
Esebua deltog i de olympiska sommarspelen 2004 som hölls i Aten i Grekland. Hon slutade 22:a i den individuella tävlingen med resultatet 636. I den första utslagsrundan ställdes hon mot Reena Kumari från Indien där Esebua förlorade med 153-149 i en 18-pilsmatch. I och med förlusten tappade hon i ranking till 40:e.

### Peking 2008
Vid de olympiska sommarspelen 2008 i Peking slutade Esebua rankningsomgången med 643 poäng. Detta innebar att hon blev sjuttondeseedad och fick möta japanskan Yuki Hayashi i den första utslagsrundan. I matchen slutade de bägge på 102 poäng vilket ledde till att en extra runda fick avgöra matchen. I denna runda fick Esebua 9 poäng medan Hayashi fick 8 vilket gjorde att Esebua gick vidare till den andra rundan. Där lyckades hon tangera sitt resultat från första rundan, 102 poäng, samtidigt som hennes grekiska motståndare Elpida Romantzi även hon lyckades få 102 poäng och en ny extraomgång fick avgöra. Där lyckades Romantzi skrapa ihop 10 poäng medan Esebua nådde 9 och i och med detta slogs ut ur tävlingen.

### London 2012
De olympiska sommarspelen 2012 i London blev Esebuas tredje olympiska spel i rad. I rankingsomgången som hölls den 27 juli fick hon 642 poäng vilket gav henne en 34:e-plats i seedingen.  